# تايم ماشين (ماك)
تايم ماشين هو آلية النسخ الاحتياطي في نظام تشغيل ماك أو إس، وهو نظام التشغيل المكتبي الذي طورته شركة أبل. تم تصميم البرنامج للعمل مع أجهزة التخزين المحلية والأقراص المتصلة بالشبكة، ويُستخدم عادةً مع محركات الأقراص الخارجية المتصلة عبر USB أو Thunderbolt. تم تقديمه لأول مرة في نظام Mac OS X 10.5 Leopard، الذي صدر في أكتوبر 2007، وتم تحسينه تدريجيًا في الإصدارات اللاحقة من نظام macOS. تم إعادة تصميم تايم ماشين في نظام macOS 11 Big Sur لدعم نظام APFS، مما مكّن من إنشاء نسخ احتياطية "أسرع وأصغر حجمًا وأكثر موثوقية" مقارنة بالإصدارات السابقة.

## نظرة عامة
يقوم تايم ماشين بإنشاء نسخ احتياطية تدريجية للملفات التي يمكن استعادتها لاحقًا. يسمح للمستخدم باستعادة النظام بالكامل أو ملفات محددة. كما يعمل مع عدد من التطبيقات مثل Mail وآي وورك، مما يجعل من الممكن استعادة عناصر فردية (مثل رسائل البريد الإلكتروني، جهات الاتصال، المستندات النصية، العروض التقديمية) دون الحاجة إلى مغادرة التطبيق.
من أجل النسخ الاحتياطية إلى محرك شبكة، يسمح برنامج تايم ماشين للمستخدم بعمل نسخ احتياطية لأجهزة Mac عبر الشبكة، ويدعم النسخ الاحتياطي إلى بعض أجهزة التخزين المرتبط بالشبكة (NAS) أو الخوادم، حسب إصدار تايم ماشين. كانت الإصدارات السابقة تعمل مع مجموعة واسعة من خوادم NAS، لكن الإصدارات الأحدث تتطلب أن يدعم الخادم إصدارًا حديثًا من بروتوكول بروتوكول ملفات آبل (AFP) أو إصدارًا حديثًا من بروتوكول كتلة رسالة الخادم (SMB). لم يعد تايم ماشين يعمل مع الخوادم التي تستخدم إصدارات قديمة من SMB. يمكن إعادة تمكين بعض الدعم القديم باستخدام خيارات التكوين المعدلة يدويًا، التي يتم الوصول إليها عبر التيرمينال. كان جهاز Time Capsule من آبل، الذي تم تقديمه في عام 2008 وتوقف إنتاجه في عام 2018، يعمل كجهاز تخزين شبكة مخصص لنسخ تايم ماشين الاحتياطية، مما يسمح بالنسخ الاحتياطي السلكي واللاسلكي إلى القرص الصلب الداخلي لـ Time Capsule. يمكن أيضًا استخدام تايم ماشين مع وسائط خارجية أو داخلية أخرى.
يحتفظ تايم ماشين بالنسخ الاحتياطية الساعية للـ 24 ساعة الماضية، والنسخ الاحتياطية اليومية للشهر الماضي، والنسخ الاحتياطية الأسبوعية لكل شيء أقدم من شهر حتى ينفد مساحة الحجم. عند هذه النقطة، يقوم تايم ماشين بحذف أقدم نسخة احتياطية أسبوعية.

## التجديد في macOS Big Sur
تم تجديد تايم ماشين في ماك أو إس بيغ سور للاستفادة من APFS، نظام الملفات الحديث من آبل الذي تم تقديمه في عام 2016. على وجه التحديد، يستخدم الإصدار الجديد من تايم ماشين تقنية اللقطة الخاصة بـ APFS. وفقًا لشركة آبل، فإن هذا يتيح "نسخ احتياطية أسرع وأكثر انضغاطًا وموثوقية" مقارنةً بما كان ممكنًا سابقًا مع محركات الأقراص بنظام HFS+. أظهرت تقييمات مستقلة لهذا الادعاء أن تنفيذ تايم ماشين في macOS 11 مع APFS كان أسرع بمقدار 2.75 مرة أثناء النسخ الاحتياطي المحلي الأولي وأسرع 4 مرات عند النسخ الاحتياطي اللاحق مقارنةً مع تنفيذ تايم ماشين في macOS 10.15 باستخدام HFS+. تم أيضًا ملاحظة ميزة أكثر تواضعًا ولكنها لا تزال كبيرة في النسخ الاحتياطي إلى الأقراص المتصلة بالشبكة.
وجهات النسخ الاحتياطي الجديدة (أي المتصلة عبر USB أو Thunderbolt أو عبر الشبكة) في Time Machine يتم تنسيقها بشكل افتراضي باستخدام APFS، على الرغم من أن Time Machine يمكنه الاستمرار في النسخ الاحتياطي إلى أحجام النسخ الاحتياطي باستخدام HFS+ الحالية. لا يوجد خيار لتحويل النسخ الاحتياطي القائم على HFS+ إلى APFS؛ بدلاً من ذلك، يحتاج المستخدمون الذين يرغبون في الاستفادة من مزايا تنفيذ Time Machine الجديد القائم على APFS إلى بدء النسخ الاحتياطي باستخدام حجم جديد.
في بعض الحالات على الأقل، يبدو أن التشفير أصبح مطلوبًا (بدلاً من كونه اختياريًا) في الإصدار الجديد من Time Machine.

## واجهة المستخدم
تستخدم واجهة المستخدم لـ Time Machine عند استرجاع ملف واجهة برمجة التطبيقات Core Animation من آبل. عند إطلاقه، "يطفو" نافذة Finder أو التطبيق النشط من سطح مكتب المستخدم إلى خلفية تصور خلفية سطح مكتب المستخدم الضبابية. خلف النافذة الحالية النافذة النشطة توجد نوافذ مكدسة، حيث تمثل كل نافذة لقطة لكيفية ظهور ذلك المجلد أو التطبيق في التاريخ والوقت المعين في الماضي. عند التبديل بين اللقطات السابقة، تمتد النوافذ المكدسة إلى الوراء، مما يعطي انطباعًا بالطيران عبر "نفق الزمن". أثناء تصفح هذه "النوافذ من الماضي"، يمكن استرجاع نسخة سابقة من البيانات (أو البيانات المحذوفة حاليًا).

## التخزين
يعمل Time Machine مع الأقراص التخزينية المتصلة محليًا، والتي يجب أن تكون بتنسيق APFS أو HFS+. تمت إضافة دعم النسخ الاحتياطي إلى أحجام APFS في macOS 11 Big Sur ومنذ ذلك الحين أصبح APFS هو تنسيق الحجم الافتراضي.
يعمل Time Machine أيضًا مع وسائط التخزين البعيدة المشتركة من أنظمة أخرى، بما في ذلك Time Capsule، عبر الشبكة. عند استخدام التخزين البعيد، يستخدم Time Machine الحزم النادرة. يعمل هذا كطبقة عزل، مما يجعل التخزين محايدًا بالنسبة لنظام الملفات الفعلي المستخدم من قبل الخادم الشبكي، كما يسمح أيضًا باستنساخ النسخة الاحتياطية من وسيلة تخزين إلى أخرى. يتم تحميل الحزم النادرة بواسطة macOS مثل أي جهاز آخر، وتعرض محتوياتها كحجم مهيأ بنظام HFS+، مما يشبه وظيفة التخزين المحلي.

### المتطلبات
يفرض Time Machine متطلبات صارمة على وسيلة التخزين الخاصة بالنسخ الاحتياطي. التكوينات المدعومة رسميًا هي:
- محرك تخزين أو قسم متصل مباشرة بالكمبيوتر، سواء داخليًا أو عبر ناقل مثل المسرى التسلسلي العام أو Thunderbolt ومهيأ باستخدام APFS أو HFS+ المجلد (HFS+ مع التسجيل). إذا كان تنسيق الحجم غير صحيح، سيطلب Time Machine من المستخدم إعادة تهيئته.
- مجلد على جهاز Mac آخر على نفس الشبكة.
- محرك أقراص مشترك من Apple Time Capsule على نفس الشبكة.
- محرك أقراص متصل بنموذج Apple AirPort Extreme 802.11ac على نفس الشبكة. (الأجيال السابقة من AirPort Extreme غير مدعومة).
- أحجام الشبكة المحلية المتصلة باستخدام بروتوكول ملفات آبل أو عبر مشاركة SMB3 التي تعلن عن عدد من القدرات.[9]

على جهاز Time Capsule، يتم تخزين بيانات النسخ الاحتياطي في صورة قرص HFS+ ويتم الوصول إليها عبر بروتوكول ملفات آبل. على الرغم من أنه غير مدعوم رسميًا، فقد قام المستخدمون والمصنعون أيضًا بتكوين خوادم فري بي إس دي ولينوكس وأنظمة التخزين المتصل بالشبكة لخدمة أجهزة Mac المدعمة بـ Time Machine. هناك أيضًا بعض الأدوات البرمجية المتاحة في السوق التي يمكنها نسخ الملفات داخل نسخ احتياطية من Time Machine على أجهزة Windows.

## العملية
ينشئ Time Machine مجلدًا على حجم النسخ الاحتياطي المخصص (محلي أو داخل صورة متفرقة عن بُعد) حيث يقوم بنسخ شجرة الدليل لجميع محركات الأقراص المتصلة محليًا، باستثناء الملفات والدلائل التي حدد المستخدم استثنائها، بما في ذلك حجم Time Machine نفسه. كل ساعة بعد ذلك، ينشئ مجلدًا فرعيًا جديدًا ويقوم بنسخ الملفات التي تغيرت فقط منذ النسخة الاحتياطية الأخيرة ويقوم بإنشاء (في حالة الأقراص التي تحتوي على HFS+) روابط صلبة للملفات التي توجد بالفعل على محرك النسخ الاحتياطي. يمكن للمستخدم تصفح التسلسل الهرمي لهذه النسخ كما لو كان يتصفح القرص الأساسي.
بعض أدوات النسخ الاحتياطي الأخرى تحفظ التغيرات على الملفات، تمامًا مثل أنظمة التحكم في الإصدارات. يتيح هذا النهج النسخ الاحتياطي المتكرر للتغييرات الطفيفة، ولكنه يمكن أن يعقد التفاعل مع حجم النسخ الاحتياطي. على النقيض من ذلك، يمكن تصفح حجم النسخ الاحتياطي لـ Time Machine يدويًا دون استخدام واجهة Time Machine؛ حيث يعرض Time Machine كل نسخة احتياطية للمستخدم كنسخة كاملة من القرص.
يقوم Time Machine على أحجام HFS+ بإنشاء روابط صلبة متعددة للدلائل غير المعدلة. تعد الروابط المتعددة للدلائل ميزة غريبة في HFS+، ولا تدعمها أنظمة الملفات الحديثة مثل APFS الخاص بـ Apple. نتيجة لذلك، لا يمكن استخدام أدوات مثل rsync لنسخ حجم Time Machine؛ النسخ يمكن أن يتم فقط بشكل موثوق عن طريق تصوير النظام بالكامل.
تسجل أحداث النظام في Apple متى يتم تعديل كل دليل على القرص الصلب. يعني هذا أنه بدلاً من فحص تاريخ تعديل كل ملف عند تفعيله، يحتاج Time Machine فقط إلى فحص الأدلة التي تغيرت للنسخ. يختلف هذا عن النهج الذي تتبعه أدوات النسخ الاحتياطي المماثلة مثل rsync وFlyBack، التي تفحص تواريخ تعديل جميع الملفات أثناء النسخ الاحتياطي.
يتوفر Time Machine أيضًا في عملية تثبيت ماك أو إس. واحدة من الميزات في واجهة Migration Assistant هي استعادة محتويات النسخة الاحتياطية من Time Machine. بمعنى آخر، يمكن استعادة القرص الصلب من نسخة احتياطية لـ Time Machine في حالة حدوث تعطل كارثي.
قدمت ماك أو إس إكس ماونتين ليون القدرة على استخدام عدة أحجام في نفس الوقت لعمليات Time Machine. عندما يحدد المستخدم أكثر من حجم للاستخدام، يقوم macOS بالتناوب بين الأحجام المطلوبة في كل مرة يتم فيها إجراء النسخ الاحتياطي.

## الاستبعاد
يدعم Time Machine شكلين من الاستبعاد: الأول يعتمد على قائمة المسارات التي يحددها المستخدم (بالإضافة إلى مجموعة من الإعدادات الافتراضية للنظام)، والآخر يعتمد على سمة الملف الموسعة com.apple.metadata:com_apple_backup_excludeItem dependencies. نظرًا لأن السمة تُطبق على الملف أو المجلد مباشرة، فإن تحريك أو نسخ الملف لن يؤثر على الاستبعاد. يجب أن تحتوي السمة على السلسلة com.apple.backup بأي تنسيق قائمة خصائص. عند كتابة com.apple.MobileBackup بدلاً من ذلك، يتم تعيين الاستبعاد لنسخ احتياطية لـ iOS.
من المعروف أن Google Chrome يستخدم السمة لاستبعاد تاريخه. تشمل تطبيقات النسخ الاحتياطي التابعة لجهات خارجية التي تحترم هذا الإعداد كلًا من CrashPlan وArq. تقوم Apple بتغليف السمة في أداة سطر الأوامر tmutil بالإضافة إلى واجهة برمجة التطبيقات CoreServices API.

## الروابط الخارجية
- [دعم Apple: نسخ احتياطي لجهاز Mac باستخدام Time Machine](https://support.apple.com/en-us/HT201250)
- [مراجعة Mac OS X 10.5 Leopard على Ars Technica](https://arstechnica.com/apple/reviews/2007/10/mac-os-x-10-5.ars/14)
- [تاريخ Time Machine وتطوره لاستخدام APFS](https://eclecticlight.co/2021/03/04/time-machine-to-apfs-evolution/)، بواسطة هوارد أوكلي